# سفارت اسرائیل در آتن
سفارت اسرائیل در آتن (به لاتین: Embassy of Israel) یک منطقهٔ مسکونی و نمایندگی سیاسی این کشور در یونان است که در آتن واقع شده‌است.